# Bond County
Bond County je okres ve státě Illinois v USA. K roku 2020 zde žilo 16 725 obyvatel. Správním městem okresu je Greenville. Celková rozloha okresu činí 991 km². Je pojmenován po Shadrachu Bondovi, delegátu teritoria Illinois v Kongresu a prvním guvernéru pozdějšího stejnojmenného státu.

## Sousední okresy
| Růžice kompasu |                | Montgomery County |                | Růžice kompasu |
| Růžice kompasu | Madison County | Sever             | Fayette County | Růžice kompasu |
| Růžice kompasu | Madison County | Bond County       | Fayette County | Růžice kompasu |
| Růžice kompasu | Madison County | Jih               | Fayette County | Růžice kompasu |
| Růžice kompasu | Clinton County |                   |                | Růžice kompasu |